# 佩妮超市
佩妮超市（Penny）是歐洲的一家零售企業，主要經營低價超市業務，總部位於德國，擁有3,550家店鋪。

## 历史
1973年由James·D·Penny創建於德国科隆，後以320萬歐元的價格賣給雷弗集团。佩妮超市在奧地利、捷克等地也有較多店鋪。

## 外部連結
- Penny
  - Penny Germany （页面存档备份，存于）
  - Penny Markt Austria （页面存档备份，存于）
  - Penny Market Italy （页面存档备份，存于）
  - Penny Market Hungary （页面存档备份，存于）
  - Penny Market Czech Republic （页面存档备份，存于）
  - Penny Market Romania （页面存档备份，存于）